# Peramúrids
Els peramúrids (Peramuridae) són un grup de mamífers extints propers a l'origen dels teris. Visqueren entre el Juràssic superior i el Cretaci inferior (fa aproximadament 165-140 milions d'anys) i se n'han trobat fòssils a Europa i Àfrica.

## Descripció
Aquests animals de petites dimensions devien tenir una mida semblant a la d'una rata. Són coneguts gairebé únicament per les dents i podrien representar un pas important envers el desenvolupament de les molars tribosfèniques que caracteritzen els actuals mamífers placentaris i marsupials. Peramúrids ben coneguts, com ara Peramus, tenien només vuit dents postcanines tant al maxil·lar superior com a l'inferior, que s'han interpretat com a quatre premolars i quatre molars o com a cinc premolars i tres molars. Segons aquesta última hipòtesi, els talònids de les dues primeres molars superiors tenien un conca incipient, envoltada per una segona cúspide a més de la que s'observa en altres mamífers semblants però més arcaics, com ara Amphitherium. Les últimes premolars tenien la corona més alta que la de les dents adjacents. Les dents molars superiors es caracteritzaven per un gran paracon, seguit per un metacon molt més baix, envoltat per cúspides estilars. El marge lingual era una mica prominent, però encara no hi havia un protocon.

## Classificació

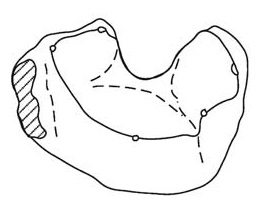
Molar superior dAfriquiamus nessovi

La família Peramuridae fou descrita per Miklós Kretzoi el 1946 i és coneguda principalment per alguns fòssils de mamífers trobats a Anglaterra en estrats del Juràssic superior, però també es coneixen restes provinents d'Àfrica i d'estrats del Cretaci inferior. Entre els gèneres més coneguts hi ha Peramus (el gènere tipus, descrit per primera vegada per Richard Owen el 1871), Peramuroides i Afriquiamus.
Tot i que les característiques de les molars suggereixen una relació amb els marsupials i els placentaris, alguns estudis indicarien que els peramúrids eren massa derivats per ser directament ancestrals a aquests grups de teris moderns. Altres estudis, en canvi, consideren els peramúrids estructuralment intermedis entre els simetrodonts i els mamífers tribosfènics.